# Campeonato Goiano de Futebol de 1986
O Campeonato Goiano de Futebol de 1986 foi a 43º edição da divisão principal do campeonato estadual de Goiás. O campeão foi o Goiás que conquistou seu 8º título na história da competição. O Atlético Goianiense foi o vice-campeão.

## Participantes
| Equipe    | Cidade    | Em 1985 | Participação | Títulos             |
| --------- | --------- | ------- | ------------ | ------------------- |
| América   | Morrinhos | -       | -            | 0 (não possui)      |
| Anápolis  | Anápolis  | -       | -            | 1 (1965)            |
| Anapolina | Anápolis  | 4º      | -            | 0 (não possui)      |
| Atlético  | Goiânia   | 1º      | 43ª          | 8 ( último em 1985) |
| Ceres     | Ceres     | 6º      | -            | 0 (não possui)      |
| Goianésia | Goianésia | -       | -            | 0 (não possui)      |
| Goiânia   | Goiânia   | 2º      | 43ª          | 14 (último em 74)   |
| Goiás     | Goiânia   | 3º      | 43ª          | 7 (Último em 1983)  |
| Goiatuba  | Goiatuba  | -       | -            | 0 (não possui)      |
| Itumbiara | Itumbiara | -       | -            | 0 (não possui)      |
| Rio Verde | Rio Verde | 3º      | -            | 0 (não possui)      |
| Vila Nova | Goiânia   | 5º      | -            | 11 (último em 84)   |

## Premiação
| Campeonato Goiano de 1986 |
| Goiânia                   |
| ------------------------- |
| Goiás Campeão (8º título) |